# Pronotogrammus
Pronotogrammus is een geslacht van straalvinnige vissen uit de familie van zaag- of zeebaarzen (Serranidae).

## Soorten
- Pronotogrammus eos Gilbert, 1890
- Pronotogrammus martinicensis (Guichenot, 1868)
- Pronotogrammus multifasciatus Gill, 1863